# Tribunj
Tribunj es un municipio de Croacia en el condado de Šibenik-Knin.

## Geografía
Se encuentra a una altitud de 5 m s. n. m. a 334 km de la capital nacional, Zagreb.

## Demografía
En el censo 2011 el total de población del municipio fue de 1 536 habitantes; no posee localidades diferenciadas dentro del ejido.
| Gráfica de población de Tribunj 1857-2011                           |
|                                                                     |
| Según los censos de población de la oficina estadística de Croacia. |